# 马哈茂德·达尔维什广场

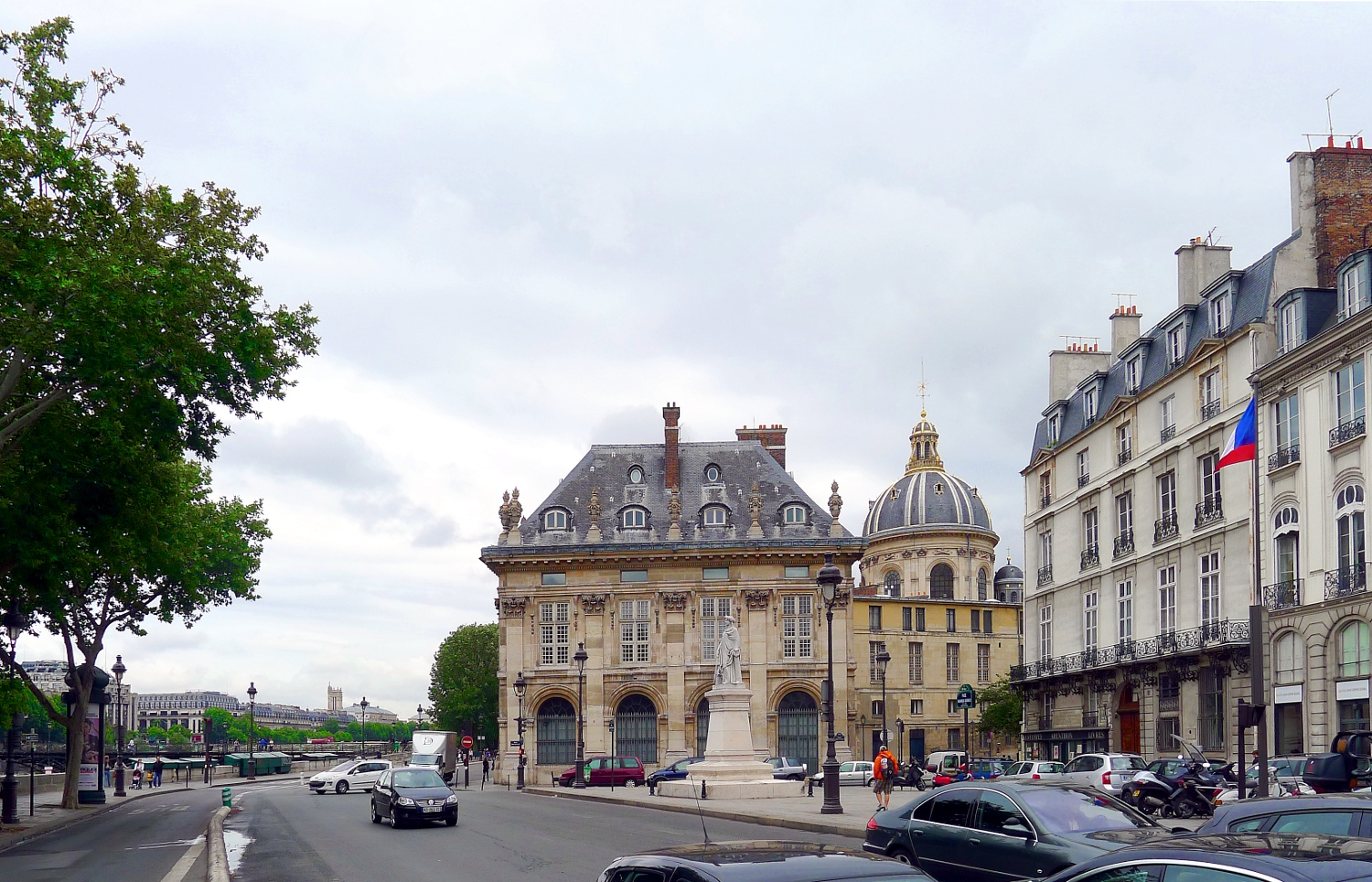

马哈茂德·达尔维什广场（Place Mahmoud-Darwich）是巴黎第六区的一个广场，位于塞纳河左岸的Quai Malaquais。

## 名称
马哈茂德·达尔维什广场得名于巴勒斯坦诗人马哈茂德·达尔维什 (1941-2008) qui vécut notamment à Paris.

## 历史
马哈茂德·达尔维什广场开辟于16世纪，2010年改为现名，6月14日，巴勒斯坦总统马哈茂德·阿巴斯和巴黎市长贝特朗·德拉诺埃主持揭幕仪式。

## 建筑
- 法兰西学术院

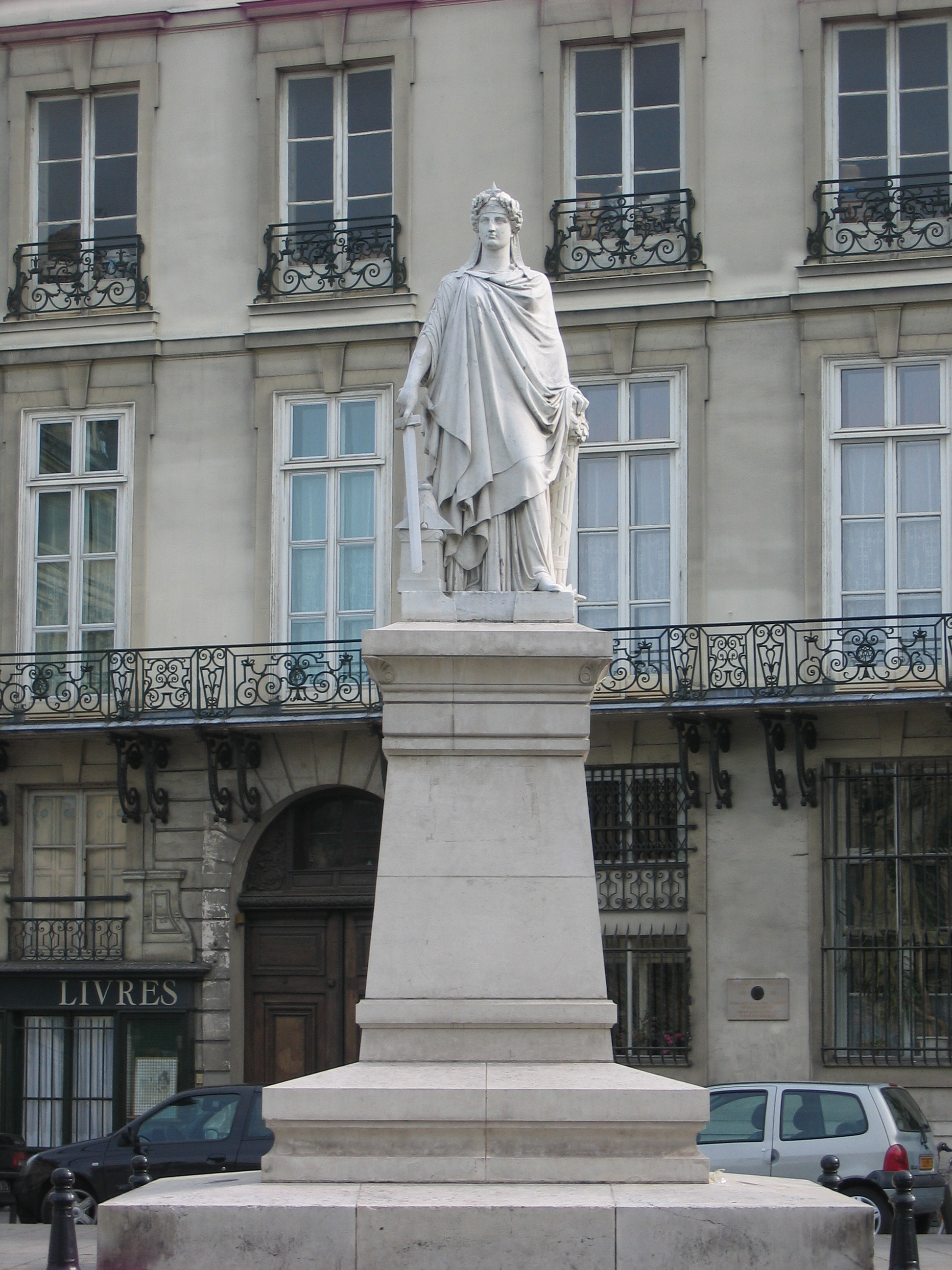
La République